# یواس‌اس استونوال جکسون
یواس‌اس استونوال جکسون (به انگلیسی: USS Stonewall Jackson (SSBN-634)) یک زیردریایی بود که طول آن ۴۲۵ فوت (۱۳۰ متر) بود. این زیردریایی در سال ۱۹۶۳ ساخته شد.